# Prix Gutenberg de la ville de Leipzig
Le prix Gutenberg de la ville de Leipzig est décerné depuis 1959. En hommage à Johannes Gutenberg sont récompensés des personnalités ou des institutions pour la qualité de leurs réalisations en matière d'art du livre. Le prix s'inscrit dans la tradition de Leipzig en tant que lieu d'excellence de l'édition et de l'imprimerie.
Les réalisations des lauréats, qu'elles soient artistiques, techniques ou documentaires, ont marqué l'histoire de la typographie, de l'illustration, du livre d'art et de la fabrication de livres. Depuis 1993, le prix est décerné en alternance annuelle avec le prix Gutenberg de la ville de Mayence, remis par l'association internationale Gutenberg (de) et doté de 10 000 euros.

## Lauréats
- 1959 : Horst Erich Wolter (de)
- 1960 : Karl Gossow ; Officine Andersen Nexö (de), Leipzig
- 1961 : Albert Kapr (de) ; imprimerie du progrès, Erfurt
- 1962 : Werner Klemke ; Typoart, Dresde/Leipzig
- 1963 : Salomon Benediktinovitch Telingater, Fritz Helmuth Ehmcke
- 1964 : école supérieure des Beaux-Arts de Leipzig
- 1965 : Lajos Lengyel, Jan Tschichold ; Grafischer Großbetrieb Völkerfreundschaft, Dresde
- 1966 : Hans Baltzer, Bruno Rebner
- 1967 : Reclam-Verlag, Leipzig
- 1968 : Walter Schiller (de) ; Vasil Jontschev ; Interdruck, Leipzig
- 1969 : Bruno Kaiser (de) ; Röderdruck, Leipzig
- 1970 : Musée allemand du livre et de l'écriture (de) (Deutsches Buch- und Schriftmuseum), Leipzig ; atelier H. F. Jütte, Leipzig
- 1971 : Andreï Dmitrievitch Gontcharov
- 1972 : Horst Kunze (de), Roman Tomaszevski
- 1973 : Hellmuth Tschörtner (de)
- 1974 : Insel, Leipzig ; Verlag der Kunst, Dresde
- 1975 : Vadim Vladimirovitch Lazurski ; Foire du livre de Leipzig
- 1976 : Joachim Kölbel
- 1977 : Horst Schuster (de) ; György Haiman ; Siegfried Hempel ; Hans Marquardt (de)
- 1978 : HAP Grieshaber
- 1979 : Gert Wunderlich (de)
- 1980 : Verlag Edition Leipzig
- 1981 : Hans Fronius (de)
- 1982 : Tibor Szántó, Helmut Selle
- 1983 : Siegfried Hoffmann
- 1984 : Elizabeth Shaw (de)
- 1985 : Dmitri Spiridonovitch Bisti
- 1986 : Jiri Salamoun
- 1987 : Fritz Helmut Landshoff (de)
- 1988 : Lothar Reher (de)
- 1989 : Yu Bing-Nan, Klaus Ensikat
- 1990 : Heinz Hellmis
- 1991 : Oldrich Hlavsa
- 1992 : Büchergilde Gutenberg ; Jürgen Seuss, Hans Peter Willberg
- 1993 : Kurt Löb
- 1995 : Wilhelm Neufeld
- 1997 : Květa Pacovská
- 1999 : Jost Hochuli
- 2001 : Irma Boom
- 2003 : Wolf Erlbruch
- 2005 : Alvaro Sotillo
- 2007 : Ahn Sang-soo
- 2009 : Uwe Loesch (de)
- 2011 : Karl-Georg Hirsch (de)
- 2013 : Friedrich Pfäfflin
- 2015 : Jan Philipp Reemtsma
- 2017 : Klaus Detjen
- 2019 : Fonts for Freedom[1]
- 2021 : Judith Schalansky

## Liens
- le Prix Gutenberg sur le site de la ville de Leipzig